# Grande, Stormarn
Grande là một đô thị ở huyện Stormarn bang Schleswig-Holstein, Đức. Đô thị này có diện tích 7,87 km2, dân số thời điểm 30/9/2005 là 670 người.